# Маткома
Маткома — река в России, протекает по границе Пошехонского района Ярославской и Череповецкого района Вологодской областей. Берёт своё начало в болотах. Устье реки находится на северо-востоке Рыбинского водохранилища между сёлами Малафеево (на левом берегу) и Гаютино (на правом берегу). Длина реки составляет 48 км, площадь водосборного бассейна — 324 км². Правый приток — река Барка.

## Данные водного реестра
По данным государственного водного реестра России относится к Верхневолжскому бассейновому округу, водохозяйственный участок реки — Рыбинское водохранилище до Рыбинского гидроузла и впадающие в него реки, без рек Молога, Суда и Шексна от истока до Шекснинского гидроузла, речной подбассейн реки — Реки бассейна Рыбинского водохранилища. Речной бассейн реки — (Верхняя) Волга до Куйбышевского водохранилища (без бассейна Оки).
Код объекта в государственном водном реестре — 08010200412110000009717.